# Café Society
Café Society és una pel·lícula estatunidenca de 2016 escrita i dirigida per Woody Allen. És protagonitzada per Jeannie Berlin, Steve Carell, Jesse Eisenberg, Blake Lively, Parker Posey, Kristen Stewart, Corey Stoll i Ken Stott. La pel·lícula es va estrenar al Festival de Cannes l'11 de maig de 2016 per part d'Amazon Studios i Lionsgate. Ha estat doblada al català.

## Argument
El jove Bobby Dorfman es muda a Hollywood el 1930 i s'enamora de Vonnnie, l'assistent del seu oncle Phil, un important agent d'actors de Los Angeles.

## Dades tècniques
Aquesta va ser la primera pel·lícula del director Woody Allen rodada en format digital, utilitzant càmeras Sony CineAlta 4K F65 en format HD y amb una relació d'aspecte de 2.00:1. També es varen utilitzar càmeras Sony F55 per a determinades escenes. Les òptiques que utilitzaven amb aquestes càmeras eren Cooke S4.

## Repartiment
- Jesse Eisenberg com Bobby Dorfman
- Kristen Stewart com Vonnie (Veronica)
- Steve Carell com Phil
- Blake Lively com Veronica Hayes
- Parker Posey com Rad
- Corey Stoll com Ben
- Jeannie Berlin com Rose
- Ken Stott com Marty
- Anna Camp com Candy
- Paul Schneider com Steve
- Sheryl Lee com Karen Stern
- Tony Sirico com Vito
- Stephen Kunken com Leonard
- Sari Lennick com Evelyn Dorfman
- Max Adler com Walt
- Don Stark com Sol
- Gregg Binkley com Mike
- Woody Allen com narrador (veu)[5]